# روکا دی پاپا
روکا دی پاپا (به ایتالیایی: Rocca di Papa) یک کومونه در ایتالیا است که در استان رم واقع شده‌است.

## خصوصیات
روکا دی پاپا ۴۰ کیلومترمربع مساحت و ۱۵٬۱۳۸ نفر جمعیت دارد و ۶۸۰ متر بالاتر از سطح دریا واقع شده‌است.

## خواهرخوانده
شهرهای Diamante, Calabria، لاندسبرگ آم لش و الانیس خواهرخوانده‌های روکا دی پاپا هستند.